# Auletobius tibialis
Auletobius tibialis is een keversoort uit de familie Rhynchitidae. De wetenschappelijke naam van de soort is voor het eerst geldig gepubliceerd in 1915 door Lea.